# Caryophyllia ralphae
Espèce
Statut CITES
Caryophyllia ralphae est une espèce de coraux appartenant à la famille des Caryophylliidae.